# Макс Тегмарк
Макс Теґмарк  (англ. Max Tegmark, при народженні Шапіро)  — шведсько-американський космолог та астрофізик. Спеціаліст в області космології, автор гіпотези математичного Всесвіту. Є професором Массачусетського технологічного інституту та входить в наукову дирекцію Інституту основоположних питань.

## Біографія
Макс Теґмарк народився 5 травня 1967 року в Швеції в родині математика Гарольда С. Шапіро і Карін Теґмарк. Ще будучи школярами, Макс зі своїм другом Магнусом написали текстовий процесор «Teddy» в машинному коді для шведського 8-бітного комп'ютера ABC80, який вони продавали на комерційній основі.
Макс навчався в Королівському технологічному інституті в Стокгольмі, потім отримав ступінь доктора філософії в Каліфорнійському університеті в Берклі. Працював в Інститутах фізики і астрофізики Товариства Макса Планка (Німеччина), Прінстонському інституті перспективних досліджень. Пізніше працював у Пенсильванському університеті, потім у Массачусетському технологічному інституті.

### Кар'єра
Теґмарк працював в області космології, поєднуючи теоретичну роботу з проведенням нових вимірів для уточнення рамок космологічних моделей та їх вільних параметрів, часто у співпраці з іншими експериментаторами. Згідно з Google Scholar, станом на березень 2018 року, він має більше 200 публікацій, з яких 23 були процитовані більш як 500 разів. Розробив інструменти аналізу даних на основі теорії інформації та застосував їх до реліктового випромінювання, зокрема, даних QMAP, COBE і WMAP, а також до оглядів червоних зміщень галактик, таких як Las Campanas Redshift Survey.
Разом з Даніелем Айзенштейном та Вейном Ху висунув ідею використання баріонних акустичних коливань як індикатор розмірів збурень в ранньому Всесвіті, що дало нові обмеження на параметри космологічних моделей.
З Анжелікою де Олівейра-Коста і Ендрю Гамільтоном виявив аномальне мультипольне вирівнювання в даних WMAP, яке іноді називають «віссю зла».
Теґмарк також сформулював власну «Остаточну теорію всього», єдиний постулат якої полягає в тому, що «всі математично несуперечливі структури існують фізично».
В Україні знаний завдяки книзі «Життя 3.0. Доба штучного інтелекту» («Наш Формат», 2019).

### Особисте життя
Макс Теґмарк одружився з Анжелікою де Олівейрою-Костою в 1997 році і розлучився з нею в 2009 році. У них два спільних сина: Філіп та Олександр.

### У ЗМІ
У 2006 році містер Теґмарк є одним з п'ятдесяти вчених, про діяльність яких говорилось в журналі «New Scientist», зокрема про їх прогнози на майбутнє. Його прогноз: «У найближчі 50 років ви зможете купити футболки, на яких друкуються рівняння, що описують єдиний закон нашого всесвіту».
Теґмарк також з'являється в документальній стрічці «Паралельні світи, паралельні життя» і в науково-популярній серії програм BBC «Horizon».

## Переклад українською
- Макс Теґмарк. Життя 3.0. Доба штучного інтелекту. — К.: Наш Формат, 2019.